# Krisztián Kulcsár
Krisztián Kulcsár (Budapest, 28 de junio de 1971) es un deportista húngaro que compitió en esgrima, especialista en la modalidad de espada.
Participó en cuatro Juegos Olímpicos de Verano, entre los años 1992 y 2008, obteniendo en total dos medallas de plata en la prueba por equipos, en Barcelona 1992 (junto con Iván Kovács, Ferenc Hegedűs, Ernő Kolczonay y Gábor Totola) y en Atenas 2004 (con Gábor Boczkó, Géza Imre e Iván Kovács).
Ganó cinco medallas en el Campeonato Mundial de Esgrima entre los años 1995 y 2007, y cuatro medallas en el Campeonato Europeo de Esgrima entre los años 1998 y 2008.

## Palmarés internacional
| Juegos Olímpicos   | Juegos Olímpicos          | Juegos Olímpicos  | Juegos Olímpicos   |
| Año                | Lugar                     | Medalla           | Prueba             |
| ------------------ | ------------------------- | ----------------- | ------------------ |
| 1992               | Barcelona (España)        | Medalla de plata  | Espada por equipos |
| 2004               | Atenas (Grecia)           | Medalla de plata  | Espada por equipos |
| Campeonato Mundial |                           |                   |                    |
| Año                | Lugar                     | Medalla           | Prueba             |
| 1995               | La Haya (Países Bajos)    | Medalla de bronce | Espada por equipos |
| 1998               | La Chaux-de-Fonds (Suiza) | Medalla de oro    | Espada por equipos |
| 2001               | Nimes (Francia)           | Medalla de oro    | Espada por equipos |
| 2007               | San Petersburgo (Rusia)   | Medalla de oro    | Espada individual  |
| 2007               | San Petersburgo (Rusia)   | Medalla de bronce | Espada por equipos |
| Campeonato Europeo |                           |                   |                    |
| Año                | Lugar                     | Medalla           | Prueba             |
| 1998               | Plovdiv (Bulgaria)        | Medalla de oro    | Espada por equipos |
| 2000               | Funchal (Portugal)        | Medalla de bronce | Espada individual  |
| 2007               | Gante (Bélgica)           | Medalla de oro    | Espada por equipos |
| 2008               | Kiev (Ucrania)            | Medalla de plata  | Espada por equipos |